# Igreja Nova (Barcelos)
Igreja Nova é uma povoação portuguesa do Município de Barcelos que foi sede da extinta Freguesia de Igreja Nova, freguesia que tinha 2,72 km² de área e 384 habitantes (2011), e, por isso, uma densidade populacional de 141,2 hab/km².
A Freguesia de Igreja Nova foi uma freguesia extinta (agregada) em 2013, no âmbito de uma reforma administrativa nacional, tendo sido agregada à freguesia de Alheira, para formar uma nova freguesia denominada União das Freguesias de Alheira e Igreja Nova.
Pertenceu ao concelho de Prado, extinto em 24 de Outubro de 1855, data em que passou para o concelho (atual município) de Barcelos.

## História
Igreja Nova, orago Santa Maria, sob invocação de Nossa Senhora da purificação, era uma abadia da apresentação da Mitra por concurso.
Vem nas Inquisições de D. Afonso II de 1220 sob a denominação ´´De Sancta Maria de Acclesia Nova´´, de Terra de Prado, e nelas se diz que o rei não tem aqui reguengo algum, que o rei não é padroeiro e que esta igreja tem sesmarias e 3 casais e Cervães,1 casal.
Nas Inquisições de D. Afonso III, aparecem os nomes dos lugares de Quintana dos Alvitos e de Fontano. A greja Paroquial  desta fregusia, sita em lugar alto e desafogado, é cercada de um adro parapeitado de parede com duas entradas, tendo a da frente sue fojo de pedra. Não é edificio grande mas de regulares dimensões.
Na sua fachada simples abre-se uma bem proporcionada rosácea e na verga da porta principal lê-se a data 1690.
Ao lado esquerdo da fachada e encostada a esta ergue-se uma pequena torre para sinos, com o seu relógio, e detrás a sacristia.
Em 1924 caiu um raio nesta torre, destruindo-a até meio, bem como parte da fachada da Igreja, vendo-se ainda parte da sua cornija mutilada.
Foi, porém, tudo reconstruido, a padieira da porta principal no mesmo formato e com a data que continha substituída, e na torre colocado um pára-raios.

## População
| População da freguesia de Igreja Nova (1864 – 2011) | População da freguesia de Igreja Nova (1864 – 2011) | População da freguesia de Igreja Nova (1864 – 2011) | População da freguesia de Igreja Nova (1864 – 2011) | População da freguesia de Igreja Nova (1864 – 2011) | População da freguesia de Igreja Nova (1864 – 2011) | População da freguesia de Igreja Nova (1864 – 2011) | População da freguesia de Igreja Nova (1864 – 2011) | População da freguesia de Igreja Nova (1864 – 2011) | População da freguesia de Igreja Nova (1864 – 2011) | População da freguesia de Igreja Nova (1864 – 2011) | População da freguesia de Igreja Nova (1864 – 2011) | População da freguesia de Igreja Nova (1864 – 2011) | População da freguesia de Igreja Nova (1864 – 2011) | População da freguesia de Igreja Nova (1864 – 2011) |
| --------------------------------------------------- | --------------------------------------------------- | --------------------------------------------------- | --------------------------------------------------- | --------------------------------------------------- | --------------------------------------------------- | --------------------------------------------------- | --------------------------------------------------- | --------------------------------------------------- | --------------------------------------------------- | --------------------------------------------------- | --------------------------------------------------- | --------------------------------------------------- | --------------------------------------------------- | --------------------------------------------------- |
| 1864                                                | 1878                                                | 1890                                                | 1900                                                | 1911                                                | 1920                                                | 1930                                                | 1940                                                | 1950                                                | 1960                                                | 1970                                                | 1981                                                | 1991                                                | 2001                                                | 2011                                                |
| 334                                                 | 329                                                 | 316                                                 | 387                                                 | 396                                                 | 394                                                 | 502                                                 | 526                                                 | 550                                                 | 551                                                 | 446                                                 | 412                                                 | 409                                                 | 445                                                 | 384                                                 |